# ألتادينا
ألتادينا هي منطقة غير مدمجة ومكان مخصص للإحصاء السكاني تقع في مقاطعة لوس أنجلوس، كاليفورنيا، الولايات المتحدة. بلغ عدد سكان ألتادينا 42,846 نسمة حسب تعداد الولايات المتحدة 2020. تبعد حوالي 14 ميلاً عن وسط مدينة لوس أنجلوس. تأسست كضاحية لـباسادينا في عام 1887. ومع ذلك، رغم نيتها أن تكون ضاحية لباسادينا...